# Андрій Пронський
Андрій Глібович Пронський (? — 1556/1557) — військовий і державний діяч українських земель ВКЛ.

## Життєпис
Брат Семена (Фридерика) Пронського. Походив з Пронських — рязанських князів, що володіли Пронськом. Правнук князя Юрія, який у 1479 році отримав від Казимира Ягеллончика привілей на село Каменойти та осів у ВКЛ. Батько — Гліб — намісник остринський 1501, бобруйський 1504, мейшагольський (від 1508), загинув в битві з татарами під Мінськом 1513 року. Мати — донька віленського та троцького тіуна Підбийп'яти (пол. Podbipięta), по смерті батька — дружина Андрія Чижевича. Православний.
Разом братом згаданий в майнових справах 1533 року зі зведеними братами Чижевичами. У 1540—1543 рр. — намісник (староста) черкаський, канівський (Акт призначення від 12 червня 1540 р.) 20 вересня 1545 р. разом з володимирським — Федором Сангушком, теребовлянським — Бернардом Претвичем — старостами штурмував Очаків.
Дружина — княжна Ганна Михайлівна Сапіжанка, дочка підляського воєводи Михайла Сапіги, заручились 1551 р., шлюб 1555 р. Помер бездітним. Вдова по його смерті — дружина польного коронного гетьмана Миколая Сенявського (шлюб близько 1560 року), померла близько 1580 року.